# Cửa khẩu Huổi Puốc
Cửa khẩu Huổi Puốc là cửa khẩu tại vùng đất bản Noong É xã Mường Lói huyện Điện Biên tỉnh Điện Biên, Việt Nam.
Cửa khẩu Huổi Puốc thông thương với cửa khẩu Na Son 20°53′47″B 103°12′54″Đ / 20,896326°B 103,215117°Đ ở ban Na Oun muang Viengkham tỉnh Luang Prabang, CHDCND Lào.
Tên Cửa khẩu Na Son bên Lào đặt theo tên Trạm Công an Cửa khẩu ở bản Na Son. Trạm ở cách bản Na Oun cỡ 2 km hướng đông nam, và cách biên giới cỡ 6 km theo đường bộ.

## Hoạt động
Cửa khẩu Huổi Puốc được giới chức hai tỉnh Điện Biên và tỉnh Luang Prabang khai trương ngày 22/04/2009.
Tuy nhiên cả hai bên biên giới là vùng chưa phát triển, hoạt động giao thương tại cửa khẩu Huổi Puốc chủ yếu là trao đổi hàng hóa theo chợ phiên.